# Gutenberg-otthon

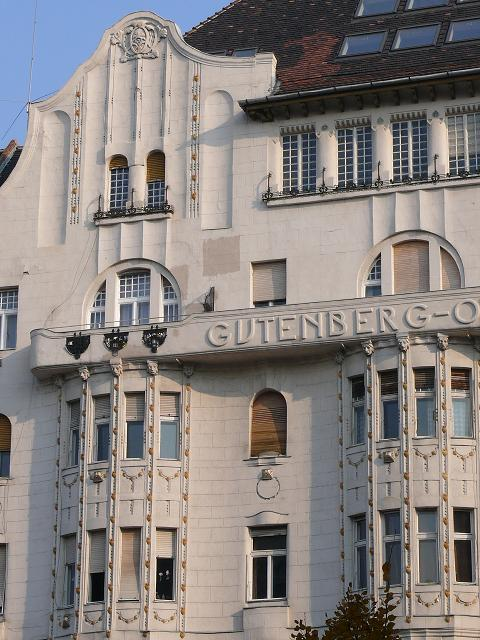
Az épület homlokzatának részlete

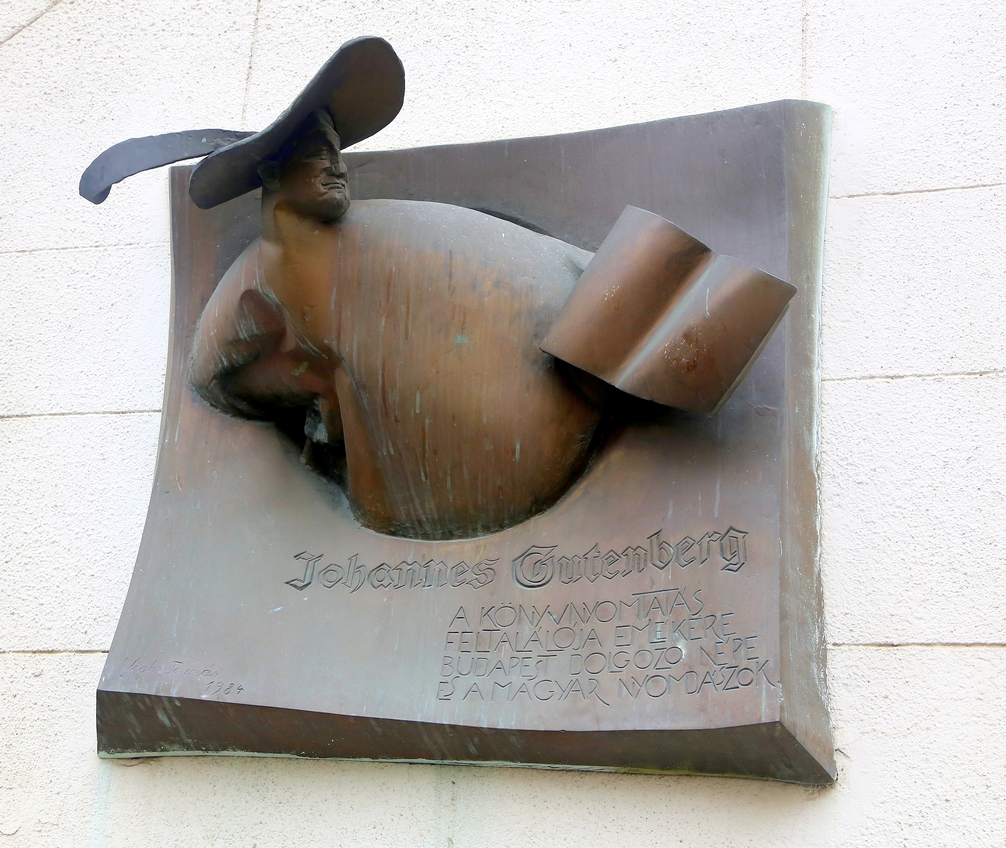
Dombormű a ház falán

A Gutenberg-otthon Budapest–Józsefvárosban, a Gutenberg téren található, műemlékvédelem alatt álló szecessziós épület.

## Története
A hatezernyi taggal rendelkező Magyarországi Könyvnyomdászok és Betűöntők Segélyező Egylete 1905 áprilisában döntött egy egyesületi bérház építéséről. Még ugyanazon év szeptember 27-én döntés született az akkori Gyöngytyúk (ma Gyulai Pál) utcai 620 négyszögöles telek megvásárlásáról, de a terület borsos ára miatt végül a Sándor (ma Gutenberg) tér 4. szám alatti telekre esett a választás. A kiírt tervpályázatra beérkező művek közül Vágó László és Vágó József műépítészek tervét fogadta el az egyesület közgyűlése. Az építkezést 1906. május 3-án kezdték meg a régi épület lebontásával. A folyamatos építőmunkássztrájkok miatt a munkálatok csak vontatottan haladtak, így az átadás eredetileg kitűzött időpontja öt hónapos késedelmet szenvedett. Az egyesületi székház, a Gutenberg-otthon ünnepélyes felavatására 1907. október 13-án került sor, az építési költségek 939 000 koronát emésztettek fel.
A méreteiben impozáns, részleteiben is gazdagon kidolgozott négyemeletes épület nagyobb részében a fenntartást biztosító bérlakások, kisebb részben pedig a szakegylet hivatali helyiségei, könyvtára és előadásokra is alkalmas díszterme, illetve a földszint utca felőli részén üzletek kaptak helyet. A harmincnyolc tágas bérlakást két lépcsőház, személy- és teherfelvonó lift szolgálta. A külső homlokzat hatalmas ablakai körüli majolikadíszeket helyeztek el.
Az épületet 1944-ben, 1970-ben, majd 2001-ben újították fel. 1948-ban az épületet elvették a nyomdászszakszervezettől és államosították. Az eredetileg tágas, fényűző bérlakásokat szétválasztották, és a központi kiutalások révén a ház lakóinak száma megkétszereződött. A kezdetekben a házban lakott Lechner Ödön építész és maga a tervező Vágó József, de a ház híres lakói közé tartozott Négyesy László esztéta is, majd a későbbi időszakokban Mándy Iván író, Heller Ágnes és Fehér Ferenc filozófusok és egy sor művészcsalád.

## Külső hivatkozások
- Budapest legszebb lépcsőházai: Gutenberg-otthon (Egy nap a városban, 2012. február 1.)